# Дурдыев, Тахир Бяшимович
Тахи́р Бяши́мович Дурды́ев (род. 12 марта 1937) — советский, российский дипломат. Чрезвычайный и полномочный посол (1995).

## Биография
Окончил Московский государственный университет им. М. В. Ломоносова (1959) и Высшую дипломатическую школу МИД СССР (1974).
Работал журналистом. С сентября 1962 избран первым секретарём ашхабадского горкома комсомола Туркмении. В январе 1964 избран первым секретарём ЦК ЛКСМ Туркмении.
В 1971 поступил в Высшую дипломатическую школу МИД СССР, по окончании которой в 1974 перешёл на дипломатическую
работу. 10 лет работал на Кубе— первым секретарём, советником, советником-посланником посольства.
- С 25 мая 1987 по 18 марта 1991 года — чрезвычайный и полномочный посол СССР в Боливии[1][2].
- С 13 сентября 1995 по 5 мая 1999 года — чрезвычайный и полномочный посол Российской Федерации в Гайане и Тринидаде и Тобаго по совместительству[3][4].

С 1999 — в отставке.

## Семья
Женат, сын Сердар — журналист-международник.
Сын Бяшима Дурдыева (1912—1979) — председателя Верховного суда Туркменской ССР в 1942—1953 годах, брат историка-этнографа Марата Дурдыева (1941—2002).

## Дипломатический ранг
- Чрезвычайный и полномочный посол (13 сентября 1995)[6].